# Axel AX-20
Axel AX-20 (AX-20) је био професионални рачунар фирме Axel који је почео да се производи у Француској од 1982. године.
Користио је Intel 8088 као микропроцесор. RAM меморија рачунара је имала капацитет од 64 kb (до 1 Mb). 
Као оперативни систем кориштен је MS-DOS + CP/M 86.

## Детаљни подаци
Детаљнији подаци о рачунару AX-20 су дати у табели испод.
|                       |                                                                                          |
| [ 1 ]                 |                                                                                          |
| Произвођач            |                                                                                          |
| Тип                   | професионални рачунар                                                                    |
| Меморија              | 64 (до 1 Mb)                                                                             |
| Поријекло             | Француска                                                                                |
| Година                | 1982                                                                                     |
| Тастатура             | AZERTY тастатура са пуним помаком тастера са одвојеном нумеричком тастатуром, 80 тастера |
| Процесор              |                                                                                          |
| Фреквенција процесора | 4,77                                                                                     |
| RAM                   | 64 (до 1 Mb)                                                                             |
| ROM                   | 2                                                                                        |
| Текст                 | 80 x 26 (двије линије на дну су резервисане за системске поруке)                         |
| Графика               | 640 x 288                                                                                |
| Боја                  | 8 нивоа освјетљености (12-инчни монохроматски монитор)                                   |
| Звук                  | уграђени звучник                                                                         |
| Димензије             | 42 x 51 38                                                                               |
| Портови               |                                                                                          |
| Оперативни систем     |                                                                                          |